# Maison Nabokov
La maison Nabokov (дом Набокова) est un ancien hôtel particulier de la famille Nabokov situé à Saint-Pétersbourg au 47 de la rue Bolchaïa Morskaïa, dans le centre historique de la ville. Elle abrite aujourd'hui le Musée Nabokov, consacré à l'écrivain Vladimir Nabokov, qui vécut dans cette demeure jusqu'à l'âge de dix-huit ans.

## Historique
La famille Nabokov, qui était une des familles les plus fortunées du pays, et dont le père, Vladimir Dmitrievitch Nabokov, était député KD à la Douma emménagea dans cette demeure en 1897 qui appartenait auparavant à la famille Polovtsev. C'est dans cette maison que se tint la session finale du congrès national des zemstvos en 1904. Le père de Vladimir Nabokov qui avait une immense fortune de sa mère, née Hélène Roukavichnikova, la fit réarranger et ordonna d'y installer les dernières commodités modernes que lui offrait l'époque avec le téléphone, l'électricité, l'eau courante, le chauffage central et un ascenseur. Il fit décorer les pièces de réception dans le style Art nouveau avec des panneaux de bois de marqueterie aux plafonds et des boiseries aux murs. Le futur écrivain naquit dans la chambre du premier étage avec le bow window. La famille Nabokov fut expulsée de son hôtel particulier en novembre 1917 à cause de la Révolution d'Octobre.
L'écrivain a décrit la maison familiale dans ses écrits autobiographiques The Other Shores et Speak, Memory. Pour lui cette maison demeurait « la seule maison au monde ».
Plus tard, lorsqu'il devint fortuné grâce à ses livres, il ne put acquérir de maison à lui et préféra s'installer avec sa femme dans de confortables hôtels en Suisse.

## Musée Nabokov
Le musée Nabokov a été inauguré en avril 1998 au rez-de-chaussée de l'hôtel particulier dans ce que la famille nommait précisément « l'étage de famille ». Le premier étage était réservé aux parents du futur écrivain et le deuxième étage aux enfants. Aujourd'hui ils sont occupés par les locaux du journal Le Temps de la Néva («Невское время», Nevskoïe vremia). Le musée est partagé en quatre salons: la pièce du téléphone, la salle-à-manger, la bibliothèque et le salon du Comité. C'est dans cette dernière pièce que se tenaient la plupart des réunions de parti KD (parti constitutionnel-démocrate). il existe aussi une cuisine au fond, non visible au public.

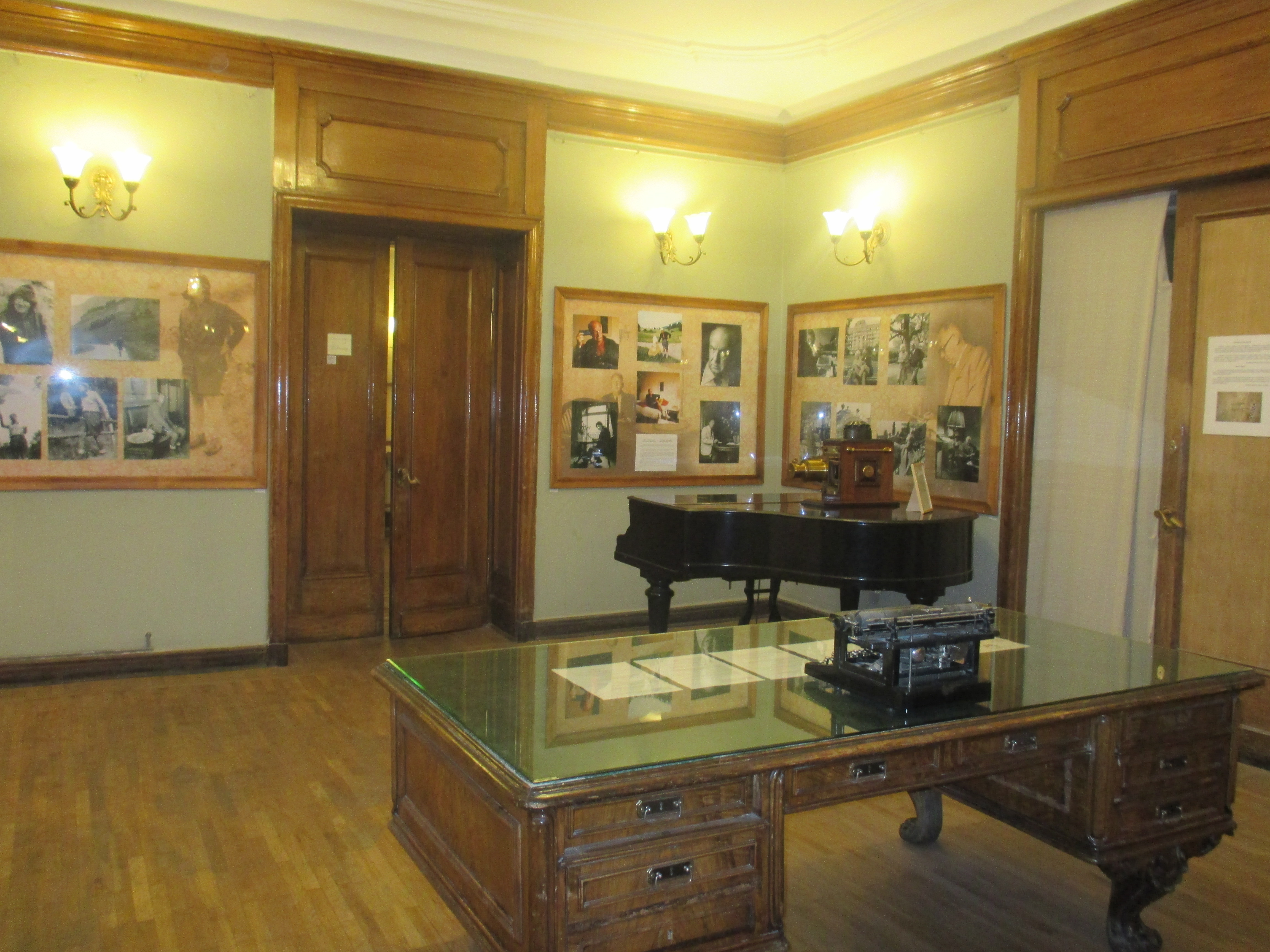
Une des salles du musée.

Il reste fort peu de choses de l'époque nabokovienne à l'intérieur de cette maison et seules quelques pièces du rez-de-chaussée et du premier étage conservent certains éléments de décor de l'époque, comme les vitraux de l'escalier de maîtres ou les boiseries de l'étage familial.
Le musée présente des objets personnels de l'écrivain dont un certain nombre est issu de dons de ses descendants. On remarque sa machine à écrire, ses paires de lunettes, ses stylos et crayons, ses cartes de visite, son propre jeu de Scrabble et surtout un grand nombre d'éditions de ses livres en plusieurs langues. Il y a également des gravures et dessins rappelant sa vie, quelques photographies. La collection de papillons de l'écrivain, qui dès son jeune âge était reconnu comme expert dans ce domaine, est fort appréciée des visiteurs. Elle est présentée en vitrines. Dans la bibliothèque, un film de la BBC, en anglais sous-titré en russe des années 1960, présente au public une longue interview de l'écrivain à Montreux, ainsi qu'un film en russe récent sur son œuvre.
Le musée possède également une grande bibliothèque accessible aux chercheurs s'intéressant à tout ce qui touche à la vie et à l'œuvre de Nabokov. Il organise régulièrement toute sorte d'événements relatifs à l'écrivain et aux auteurs qui l'ont inspiré : lectures publiques, séminaires, conférences (par exemple « Nabokov et la Russie », « Nabokov et l'Angleterre », « Nabokov et la France », « Nabokov et l'Allemagne », « Nabokov et les États-Unis d'Amérique », etc.). Tous les ans, un séminaire d'été regroupe des spécialistes de divers pays du monde.
Le musée est une structure affiliée à la faculté de philologie de l'université de Saint-Pétersbourg.

## Illustrations

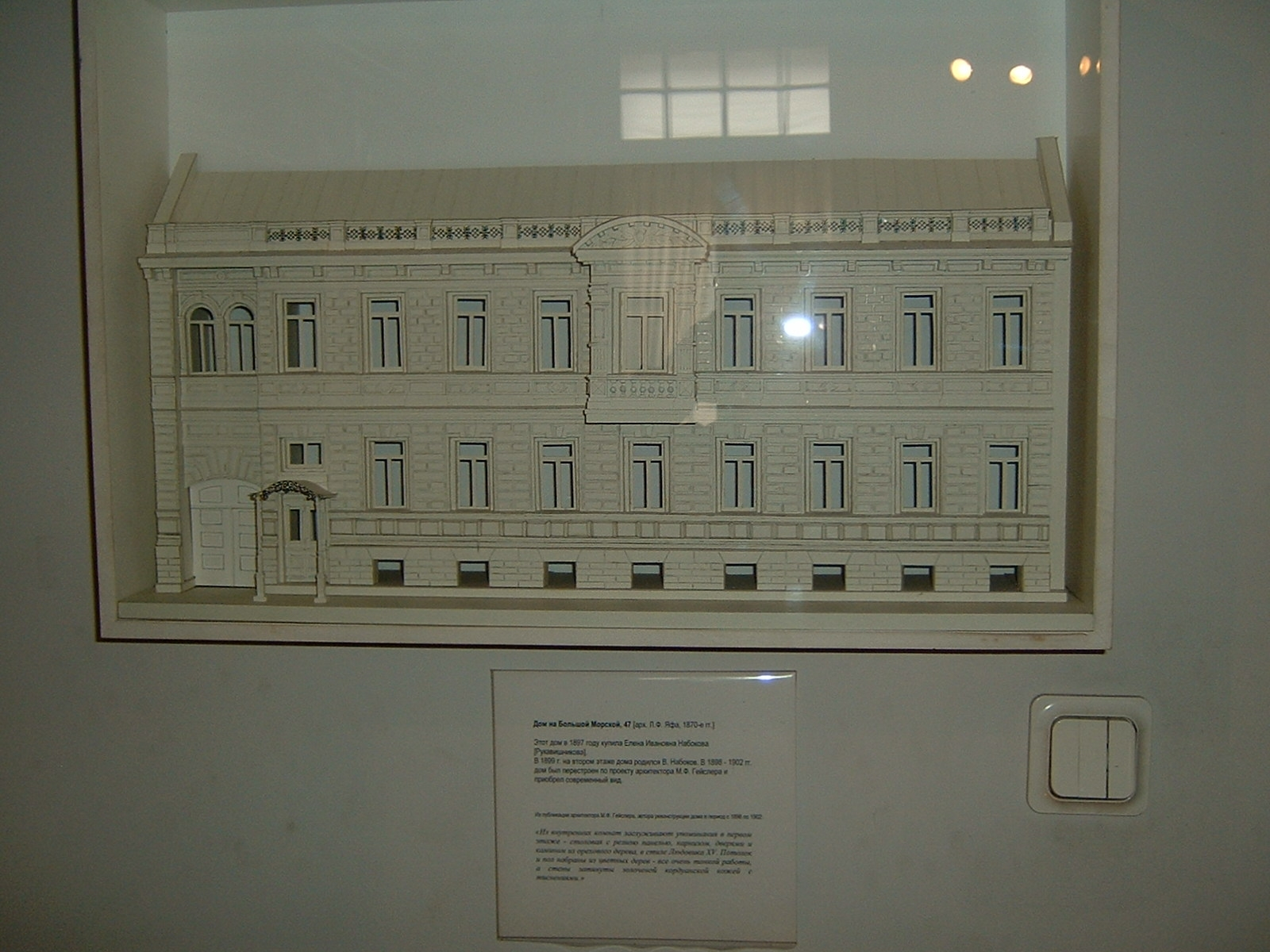
Croquis de l'hôtel particulier Nabokov
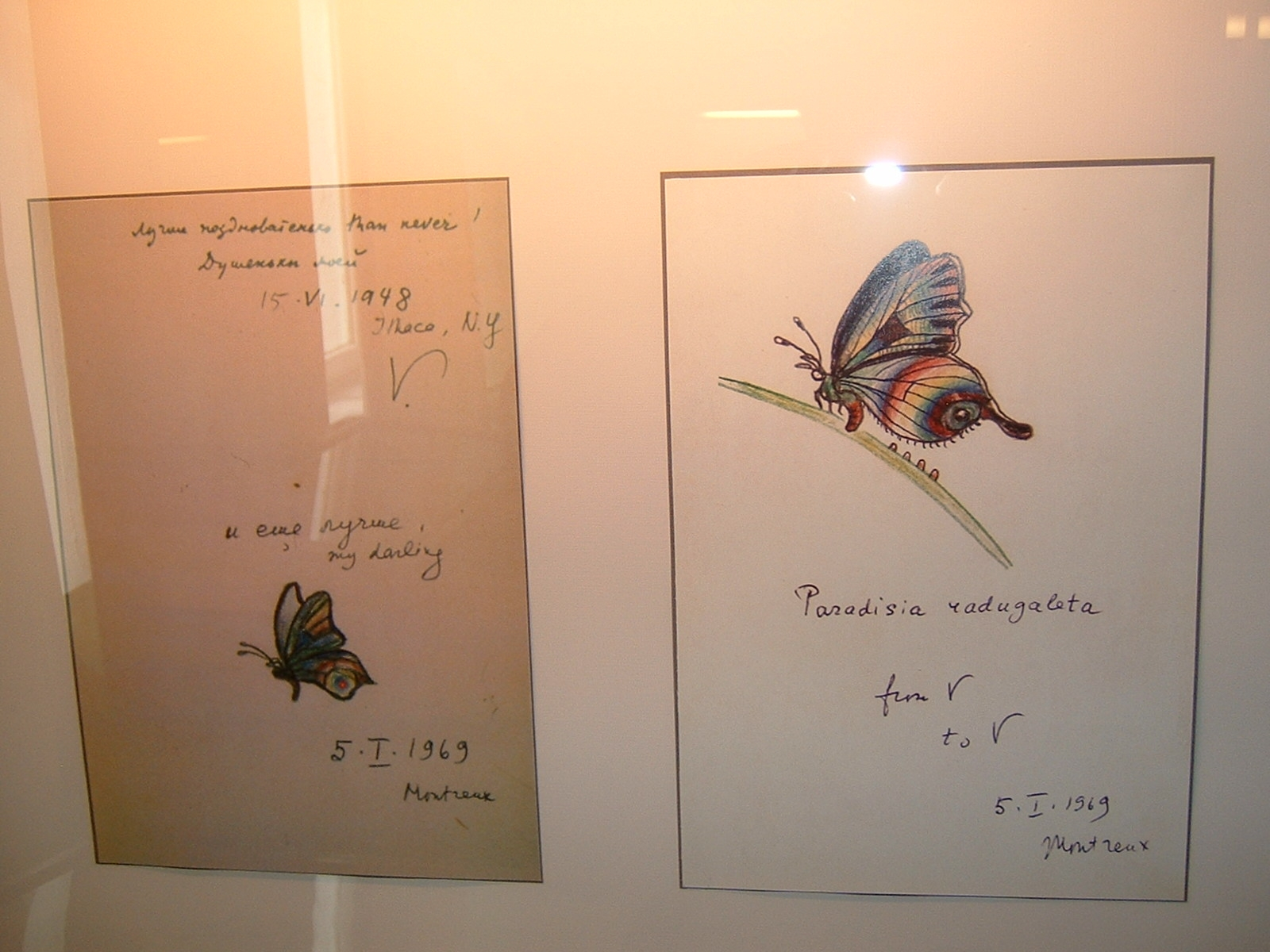
Papillons dessinés par Nabokov pour sa femme
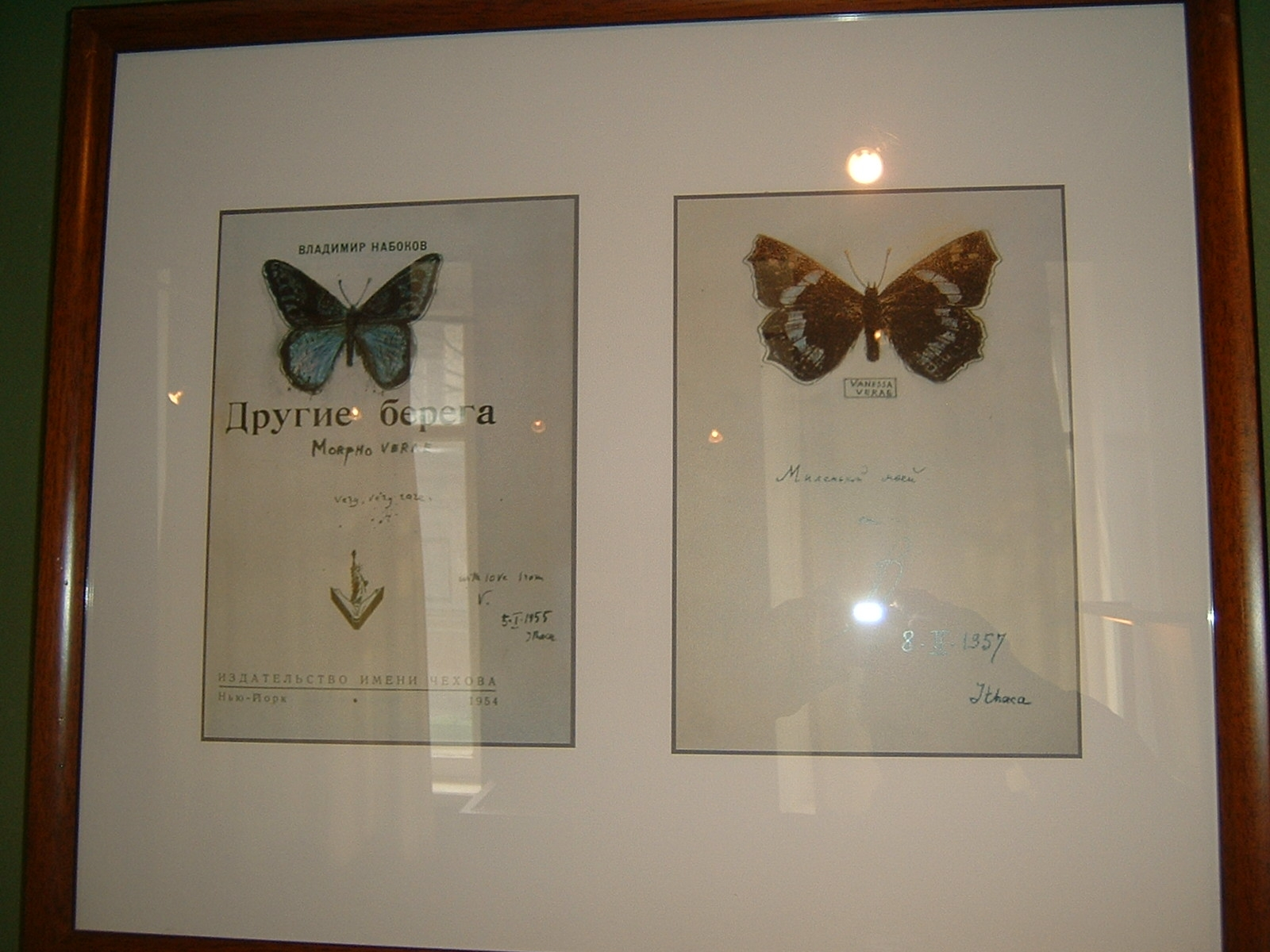
Illustrations de papillons dans son livre The other shores
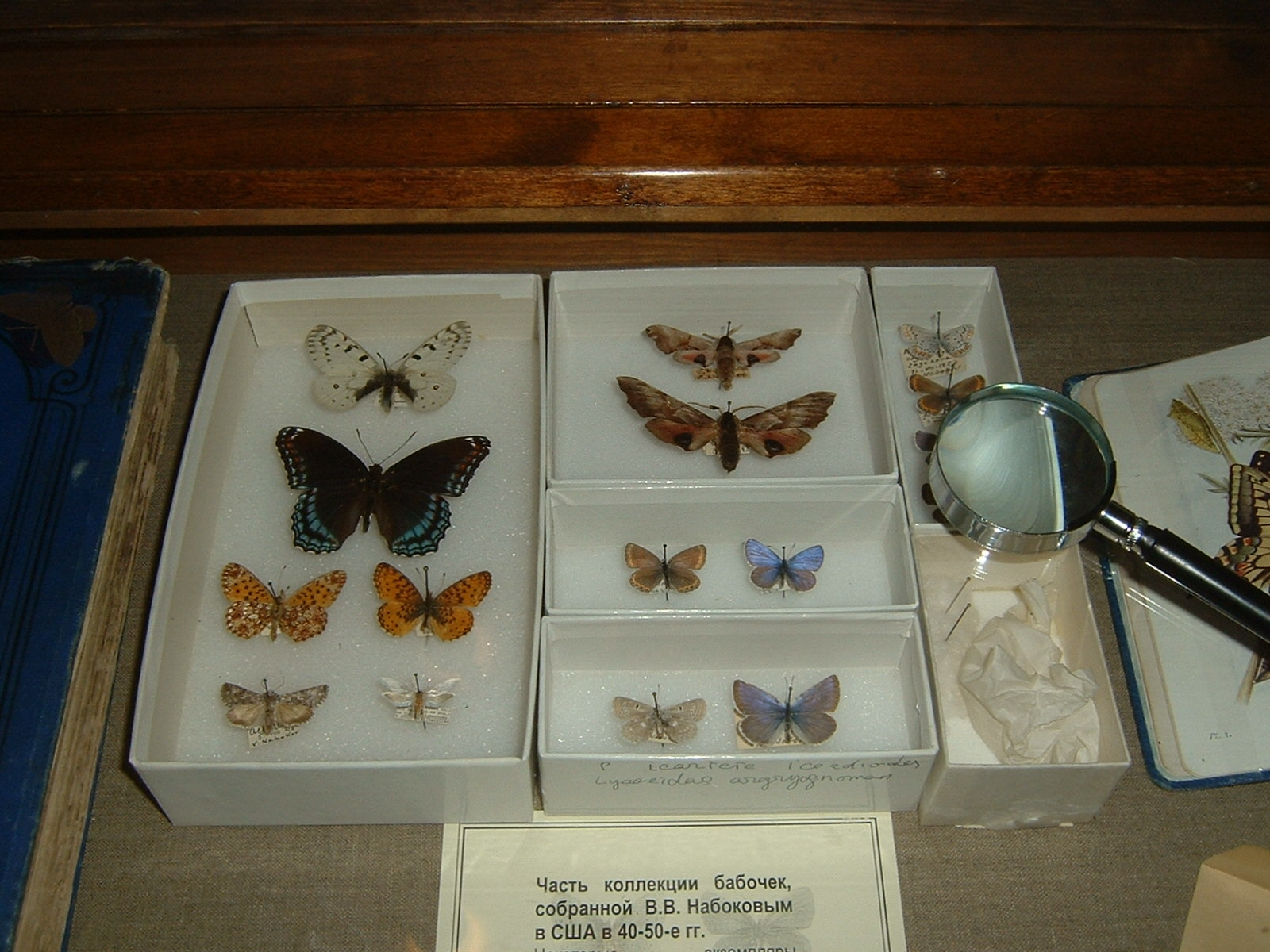
Papillons de la collection de Nabokov
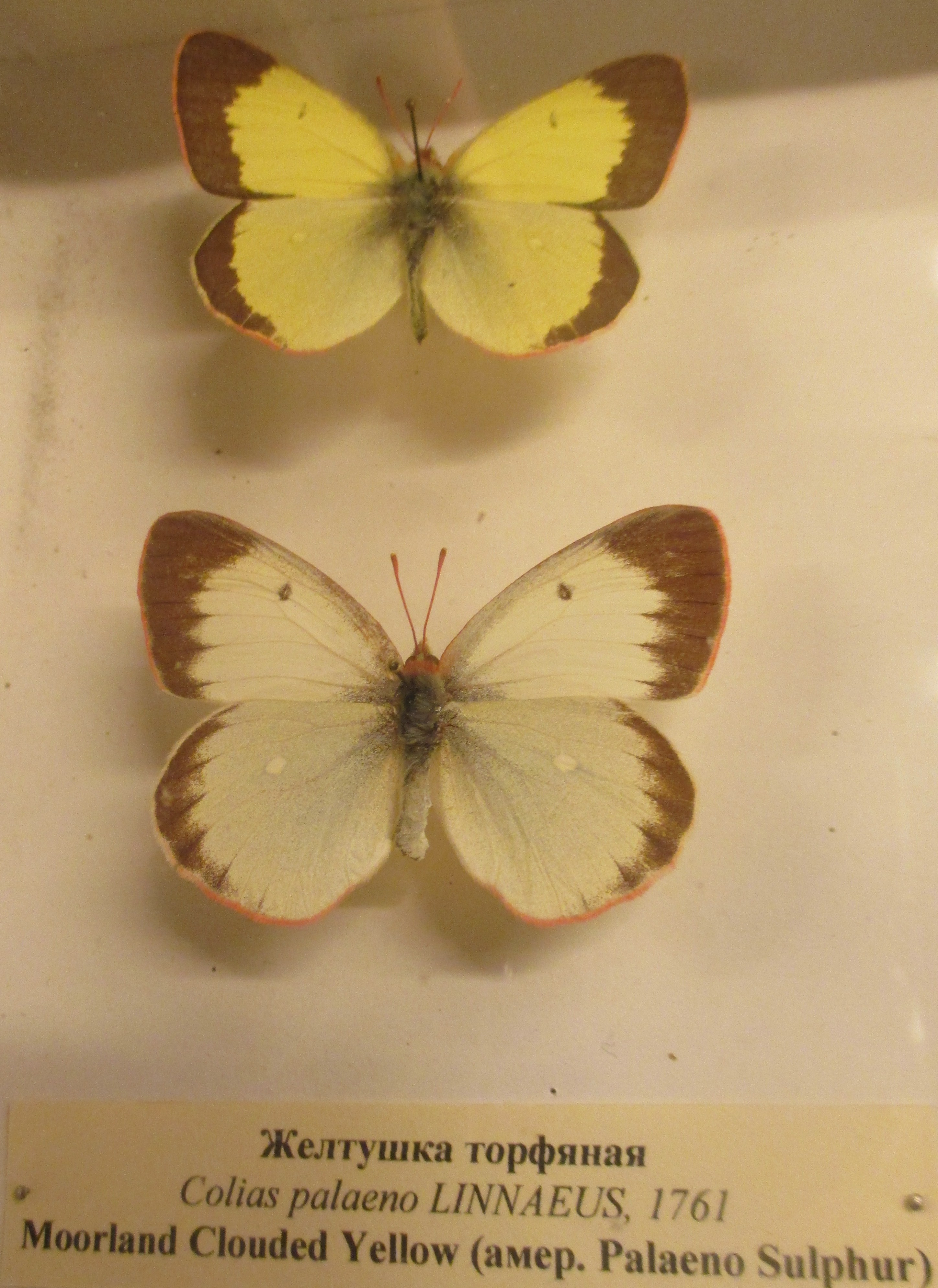
Papillons de la collection de Nabokov
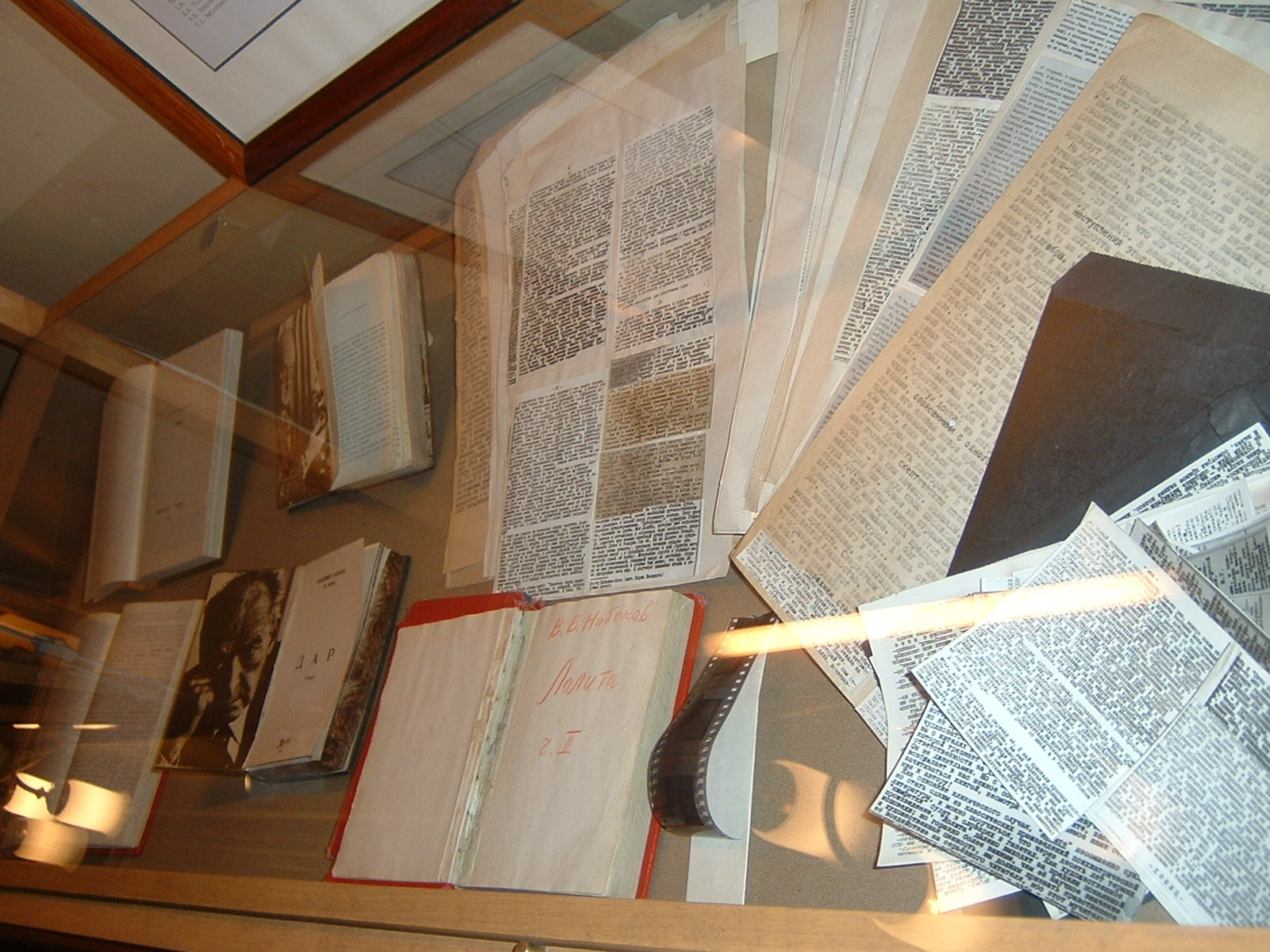
Livres de Nabokov édités en samizdat à l'époque de l'URSS

## Notes et références

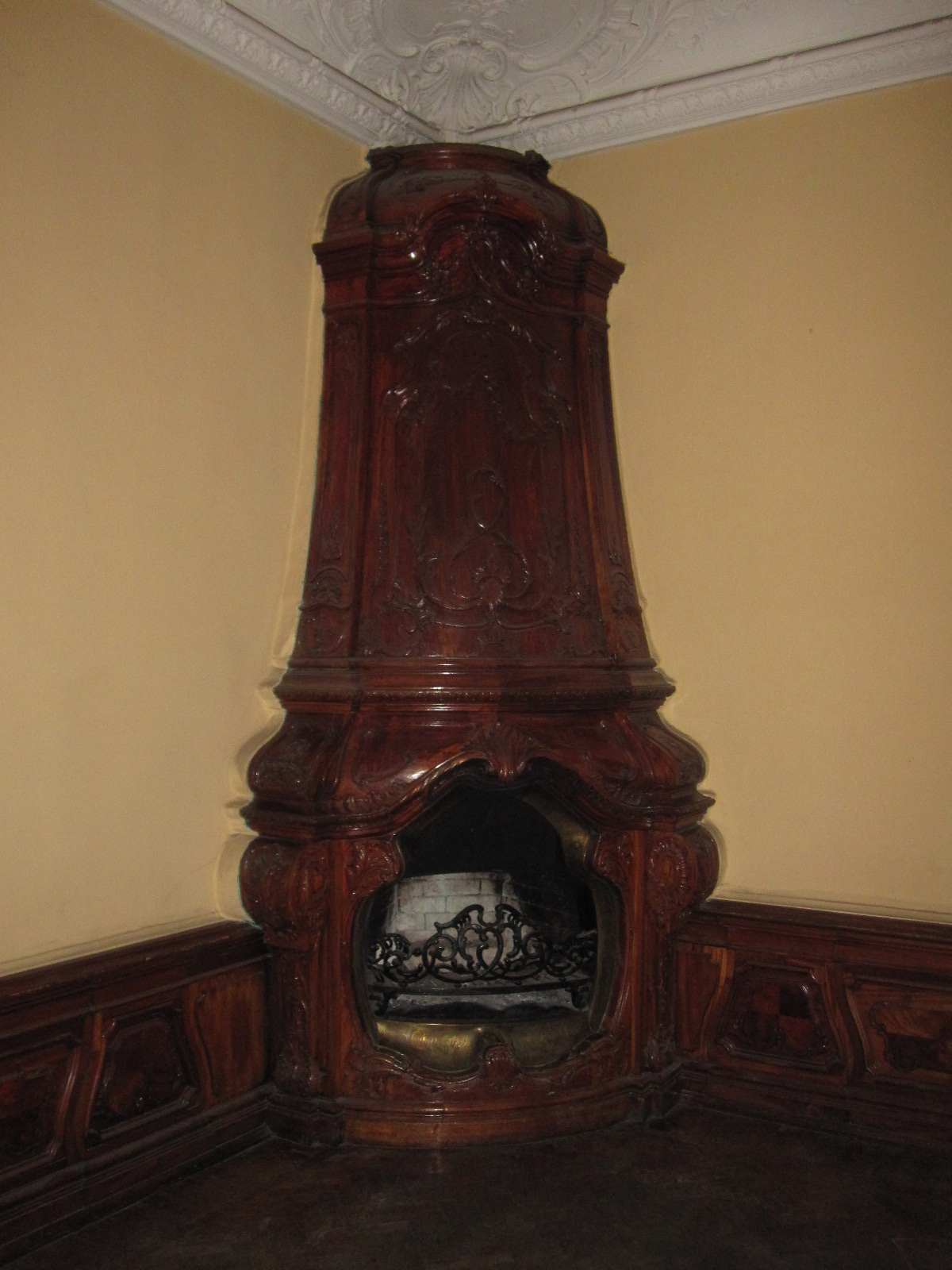
Une des cheminées datant de l'époque nabokovienne.

## Source de la traduction
- (ru) Cet article est partiellement ou en totalité issu de l’article de Wikipédia en russe intitulé « Дом Набокова » (voir la liste des auteurs).